# Théorème utilitariste de Harsanyi
Le théorème utilitariste de Harsanyi (utilitarian theorem), ou théorème d'agrégation de Harsanyi, est un théorème énoncé par John Harsanyi qui affirme que, sous certaines conditions, l'utilité sociale peut s'écrire comme une somme pondérée de l'utilité de chaque agent. Il est parfois considéré comme un fondement mathématique de la philosophie utilitariste.

## Description
Considérons une société composée de n individus qui ont chacun des préférences portant sur les états probabilistes du monde. On s'intéresse à la possibilité de définir des préférences sociales qui agrègent ces préférences individuelles. On définit l'axiome d'indifférence de la manière suivante : si tous les individus sont indifférents entre deux états du monde, alors les préférences sociales sont aussi indifférentes entre ces deux états.
On peut alors énoncer le théorème : Si les préférences de chaque individu obéissent aux axiomes de von Neumann-Morgenstern, s'il existe des préférences sociales obéissant aux mêmes axiomes qui respectent également l'axiome d'indifférence vis-à-vis des préférences individuelles, alors il existe des fonctions d'utilité {\displaystyle U_{1},...,U_{n}} qui représentent les préférences individuelles et une fonction d'utilité {\displaystyle W} qui représente les préférences sociales telles que l'utilité sociale est une somme pondérée des utilités individuelles, c'est-à-dire qu'il existe des coefficients réels {\displaystyle \alpha _{1},...,\alpha _{n}} tels que {\displaystyle W=\alpha _{1}U_{1}+...+\alpha _{n}U_{n}}.

## Historique
Le théorème est présenté par John Harsanyi dans un article en 1955, puis dans un chapitre de son ouvrage de 1977. Il fait jusqu'à aujourd'hui l'objet d'une abondante littérature, à la fois sur ses possibles généralisations mathématiques et sur ses implications philosophiques[réf. nécessaire].